# K-12 (film)
K-12 (da pronunciare "K through Twelve") è un film del 2019 scritto e diretto da Melanie Martinez.
Tale film è direttamente correlato all'album discografico della Martinez del 2019, K-12.

## Trama
Pronta per il primo giorno di scuola, Cry Baby si sveglia e dopo la colazione si dirige verso la fermata del pullman. Sale sul mezzo e si siede accanto alla sua amica Angelita. Durante il tragitto verso la scuola viene derisa dai compagni, di conseguenza Cry Baby sfrutta i suoi poteri magici per zittirli tutti. Distrae poi anche il conducente, il quale perde il controllo del bus facendolo precipitare in un lago. Cry Baby e Angelita usano i loro poteri per far tornare a galla il bus per poi farlo volare in cielo, fino ad atterrare nel cortile della scuola.
Le due ragazze arrivano in ritardo alla prima lezione con la signorina Daphne e vengono sgridate. Durante la lezione Cry Baby inizia a flirtare con Brandon, il fidanzato della ragazza popolare della scuola, Kelly, che prontamente la insulta tirandole un biglietto. Durante il pisolino, Cry Baby mostra ad Angelita il biglietto di Kelly ed entrambe capiscono che vuole metterle i bastoni fra le ruote. Cry Baby si rassegna al non poter vincere la lotta, ma Angelita le consiglia di usare i suoi poteri, cosa che ritiene sbagliata in quanto sarebbe come imbrogliare.   Successivamente, trovandosi nel giardino, Brandon va da Cry Baby per parlarle, ma Kelly si ingelosisce, prendendo a schiaffi la sua avversaria e ferendola al braccio con un coltellino. Cry Baby decide allora di usare i suoi poteri per sollevarsi in aria e strangola Kelly con le sue lunghe trecce. La lotta viene interrotta dalla signorina Daphne che le convoca entrambe nell'ufficio del preside.
Nella sala d'attesa dell'ufficio del preside, Cry Baby viene a sapere che gli studenti vengono drogati dagli insegnanti per far sì che non possano lasciare la scuola. Cry Baby chiama dunque il preside e gli dice di tutto e di più per telefono; avvelena inoltre la sua acqua tramite i suoi poteri. Inizia così a sentirsi male, ma viene salvato dagli infermieri chiamati dalla signorina Daphne.
Durante la lezione successiva Cry Baby diventa una marionetta controllata dalla signorina Penelope. Improvvisamente quest'ultima la lascia cadere e Cry Baby si ferisce. Viene trasportata nell'ufficio degli infermieri e Angelita la trasforma nuovamente in umana.
Inizia poi la lezione di teatro, ma a Cry Baby non sta bene di dover interpretare un ruolo poco rilevante solo perché donna; rivolge allora frecciatine ed insulti al club di teatro, ma l'insegnante chiama le guardie per fermarla. Viene costretta a fare lo spettacolo, ma durante quest'ultimo prende un ferro da stiro acceso e brucia il viso ad un compagno, per poi far realizzare a tutto il pubblico del lavaggio del cervello che gli è stato fatto dalla scuola. Li aiuta poi a scappare dal teatro tenendo lontane le guardie con i suoi poteri. Tutti gli studenti quindi corrono verso l'ufficio dove si trova il preside, irrompono e lo dividono in pezzi uccidendolo. Cry Baby e Angelita sotterrano il corpo e vanno a giocare a tennis con l'amica Celeste.
Successivamente Cry Baby si sta preparando per la lezione di nuoto ed il film mostra diverse scene in cui Cry Baby danza soave ed altre scene in cui indossa un enorme vestito a forma di torta. Subito dopo Cry Baby sogna di parlare con il suo spirito guida Lilith rivelandole di non voler più far parte di questo mondo.
Cry Baby e Celeste notano delle macchie di sangue sulla gonna di Angelita che nel frattempo si lamenta per un forte mal di pancia. Dopo essere state in bagno ad assistere Angelita, vanno a pranzo nella caffetteria dove un gruppo di influenti ragazze vogliono fare amicizia con Cry Baby ma si rivelano essere in cerca solo di gossip e false amicizie. Cry Baby, Angelita e Celeste scoprono che un'altra ragazza di nome Fleur ha dei poteri magici, così organizzano una lotta con il cibo per poterla prendere da parte senza farsi notare, ma non fanno in tempo così Fleur e Kelly vanno in bagno. Cry Baby le segue e scopre la bulimia di Fleur, indotta da Kelly che la forza a rimanere magra per poter essere sua amica. Cry Baby raggiunge Fleur e le due diventano amiche ma poco dopo Cry Baby viene messa in castigo per aver iniziato la lotta con il cibo. Cry Baby convince però Leo, il figlio del preside a lasciarla libera.
Ben confessa con una lettera il suo amore verso Cry Baby. Leo scopre il piano di Cry Baby, Angelita e Celeste di distruggere la scuola per poi scappare. Nella classe di biologia, il professore flirta con Angelita che la induce a bere una pozione che la fa rimpicciolire per poi tentare di vivisezionarla. Un attimo dopo Cry Baby arriva nella stanza e riesce a salvare Angelita e farla tornare normale. Prontamente Angelita uccide l'insegnante con un gioco di coltelli. Dopo una breve conversazione tra Cry Baby e Angelita, riguardante le loro vite passate, Cry Baby canta ciò che per lei deve fare un fidanzato perfetto.
Ben tenta di chiedere a Cry Baby di andare al ballo scolastico insieme, ma Leo lo precede e Cry Baby accetta di andarci con lui, mettendo così a repentaglio il piano di fuga. Al ballo Cry Baby si rende conto, dopo una conversazione con il suo gruppo di amiche, che ha sbagliato e cerca di rimediare. Nel frattempo Leo mette in ridicolo Cry Baby ed obbliga gli studenti a danzare tutta la notte. Cry Baby sotto forma di una bellissima ragazza seduce Leo e lo chiude in uno sgabuzzino. Libera dunque i ragazzi dall'infernale ballo e fa evacuare la scuola. Mentre tutti scappano Ben non trova Cry Baby e si mette alla sua ricerca trovandola sul balcone mentre pensa a come distruggere la scuola. Leo si libera dallo sgabuzzino. Ben rivela di avere dei poteri ed insieme a Cry Baby intrappolano la scuola in una gigante bolla, per poi saltare dal balcone mettendosi in salvo. La bolla gigante vola verso il cielo e poco dopo scoppia facendo sparire la scuola. Tutti salvi, vengono raggiunti da Lilith che li accoglie con lei attraverso una porta magica. Cry Baby però non attraversa la porta.

## Produzione
La Martinez iniziò a scrivere la sceneggiatura nell'estate del 2017 e la completò nel febbraio del 2018. Nello stesso anno l'artista ha anche rivelato di star lavorando personalmente ai costumi. Martinez non avendo budget a sufficienza per creare un film di tale portata, dovette ridurre la pellicola. Le riprese di conseguenza cominciarono a partire dell'ottobre 2018 e finirono nel dicembre dello stesso anno. Le riprese vennero girate in svariate parti dell'Europa, in modo particolare in Ungheria, dove si trova il castello degli Esterházy. Il film è stato editato all'inizio del 2019. La pellicola è stata trasmessa nei cinema solamente il 5 settembre 2019, insieme ad un dietro le quinte esclusivo. Il film intero della durata di 95 minuti, venne caricato integralmente sul canale YouTube della cantante il giorno dell'uscita dell'album gratuitamente. Svariati mesi dopo la pellicola venne messa a pagamento anche su YouTube. Attualmente il film è tornato disponibile gratuitamente su YouTube. Per produrre la pellicola si spesero tra i $5–6 milioni e l'incasso presso i cinema fu di $347.045.

### Divieti
Il film su Google Play Film e Apple Tv+ è vietato ai minori di 18 anni per scene disturbanti, uso di droga e alcool, transfobia, bulimia, linguaggio persuasivo e tema oscuro